# La Historia ésa, vista por Hollywood
La Historia esa, vista por Hollywood es una historieta española creada por Vázquez en 1958 para la revista Can Can y más tarde continuada por Francisco Ibáñez. Se trata de una serie de historietas de una página donde se recogen biografías humorísticas y paródicas de personajes históricos o ficticios. El título probablemente se debe a que la revista Can Can estaba centrada en el mundo del espectáculo, pero no hay mucha relación entre esta historieta y las películas de Hollywood, más allá de la posible burla de las superproducciones históricas.

## Trayectoria editorial
La serie apareció en el número 0 de la revista Can Can y fue dibujada por Vázquez hasta su número 31, para pasar entonces a manos de Francisco Ibáñez, quien la continuó hasta el 108 de dicha publicación en el año 1960. Conti y Peñarroya también colaboraron de forma esporádica.
Debido a que Ibáñez era un seguidor del estilo de Vázquez, la mayor parte del público no notó el cambio de autoría. Varias de las historietas realizadas por Ibáñez aparecen recopiladas en el número 62 de la colección Magos del Humor.

## Argumento y personajes
La serie La Historia ésa, vista por Hollywood consistía en historietas de una página donde se reproducían biografías paródicas y disparatadas de personajes históricos (Nerón, María Antonieta, Sansón...) así como de personajes mitológicos (el Minotauro, Hércules) y literarios (el monstruo de Frankenstein, Drácula, Sherlock Holmes...). Como es de suponer, la relación entre estas "biografías" y la historia oficial era generalmente escasa, con anacronismos constantes usados con fines humorísticos como por ejemplo Ana Bolena llevando palos de golf o Sansón siendo rescatado de los filisteos mediante un helicóptero. Otro de los recursos cómicos habituales de la serie era el contraste entre lo que se leía en la narración y lo que aparecía dibujado en la viñeta. Por ejemplo, en la página de Enrique VIII la narración nos dice que "apenas tomaba el alimento necesario para vivir", mientras que en la ilustración aparece tomando un festín pantagruélico. Súmese a ello que en varias ocasiones Vázquez abordó la vida de personas anónimas e incluso la suya propia:

### El gran Vázquez
En la historieta de la serie correspondiente al número 5 de Can Can, Vázquez se puso a sí mismo como protagonista, parodiándose tal vez por primera vez en una página completa como un moroso impenitente en constante huida de sus acreedores, lo que más tarde explotaría en muchos otros trabajos suyos, especialmente en Los cuentos del Tío Vázquez (1968) o Yo, dibujante al por mayor (1982). Ibáñez, al continuar la serie, empleó la caricatura de Vázquez cuando necesitaba hacer aparecer a un personaje deudor, por lo que el dibujante vuelve a salir en las historietas correspondientes a los números 51, 60 y 66 de Can Can.

## Otras características
La Historia ésa... se distingue también por presentar un marco de reminiscencias grecorromanas, que fuerza ya el primer anacronismo e impone una distancia cómica sobre su contenido.

## Crítica
Martínez Peñaranda en Vázquez: El dibujante y su leyenda la califica de "obra genial que contiene una visión extremadamente cómica y paródica." Constituye además otro de los desafíos formales que Vázquez se imponía periódicamente a sí mismo. Además, según Guiral, tras la marcha de Vázquez, la serie se mantuvo a un nivel digno a manos de Ibáñez.